# Неожиданность (Звёздный путь: Энтерпрайз)
Неожиданность (англ. Unexpected) — четвёртая серия первого сезона сериала «Энтерпрайз» из саги Звёздный путь. Энтерпрайз контактирует с Ксилирианцами, и коммандер Такер неожиданно беременеет от инопланетянки.

## Начало
Джонатан Арчер стоит под струями душа, что встроен в каюту капитана. Внезапно вода замирает. С капитаном выходит на связь Трип и сообщает что на палубе E неполадки с гравитацией. Как только Трип заканчивает речь, вода всей массой тут же падает вниз. По лицу капитана видно, что эти обстоятельства его раздражают.

## Акт 1
Столовая Энтерпрайза, доктор Флокс за едой, в помещение входит Т’Пол. Флокс предлагает ей попробовать не традиционное для всех Вулканцев блюдо — суп «Пломик», а земные блинчики с черникой, Т’Пол отмечает, что ей неприятен и сам запах человеческой пищи, не говоря уж о том, чтобы её есть. Стоя у квантового репликатора, Т’Пол требует стакан газированной воды, вместо неё материализируется некая вязкая субстанция. Инженерный отсек, один из энсинов сообщает Трипу, что на палубе C температура упала на 12 градусов и что починкой неполадок уже занимаются. Трип требует поторопиться, так как если энергорули замёрзнут, то они выйдут из строя. Затем с инженерной связывается мостик, сообщают, что отмечены колебания в правом отсеке, Трип заверяет, что скоро этим займется. В отсек входит Арчер и интересуется, в чём дело. Трип отвечает, что, возможно, неполадки вызваны выпуском отработанной плазмы, что что-то мешает её свободному выходу и это приводит к разного рода сбоям в половине систем корабля. Внезапно вспыхивает что-то в углу отсека, Арчер и один энсин хватают по огнетушителю и тушат его. Трип связывается с мостиком и требует выйти из Варпа. Мостик, Т’Пол сообщает, что, по-видимому, нашла причину неполадок. Что что-то искажает поток отработанного топлива. Так как он теперь близко следует с кораблём, то и неполадки неизбежны. Арчер интересуется у Рида: если уничтожить поток отработанного топлива, повредит ли это обшивку? Малкольм заверяет капитана, что если поляризовать обшивку, то каких либо повреждений будет легко избежать. Но при условии, что будет поддерживаться полуимпульсный режим. Арчер командует Мейвизеру перейти в полуимпульсный режим, зарядить торпеды, включить все кормовые сенсоры. Малкольм поляризует обшивку. Торпеда взрывается в 80 метрах от корабля. На Обзорном экране виден весь процесс. Арчер требует прокрутить запись назад и поставить стоп-кадр на вспышке. Хоши по команде прокручивает ещё вперед. На фоне вспышки при взрыве видны контуры корабля, по-видимому, использующего устройство Невидимости. Арчер требует связаться с кораблём по аудиоканалу. Через переводчик он заявляет, что присутствие вблизи Энтерпрайза корабля вредит некоторым внутрикорабельным системам. Также он просит отойти по крайней мере на 10 километров и выйти на связь."Неожиданные попутчики" заявляют что выполнят его просьбу и отойдут на требуемое расстояние. Также они объясняют, что воспользовались отработанной плазмой для подзарядки своих Терафазовых спиралей, также они воспользовались и частью дефлекторного щита, они объясняют, что у них неполадки с Варп приводом. Арчер предлагает свою помощь в устранении неполадок и просит по этой причине выйти из режима «Стелс».

## Акт 2
Трип направляется на шаттле к инопланетному кораблю. Он проводит два часа в этой же комнате, адаптируясь к условиям внутри корабля. Выйдя же из декомпрессионной комнаты, он весьма удивлён внешностью Ксилирианцев. Капитан корабля Трена’Л советует Трипу немного отдохнуть перед работой, но тот отказывается и вместе с первым офицером корабля Ах’Лен направляется в направлении Варп привода. Через некоторое время работы совместно с Ах’Лен у Трипа начинаются проблемы с концентрацией по причине большого обилия индикаторов и шумов. Он связывается с Арчером, и тот советует ему последовать совету Трена’Ла и отдохнуть. Ах’Лен препровождает его в комнату отдыха, Трип то ли теряет сознание, то ли засыпает. После пробуждения Ах’Лен приносит ему воды (у ксилирианцев она лишь в замороженном виде, льде). Она пробует «поить» Трипа с рук, когда она касается его губ между её рукой и его губами пробегает электрический импульс. Через некоторое время Трип приступает к продолжению ремонта, и ещё через некоторое время информирует капитана Арчера, что ремонт подходит к концу, и ему вероятно ещё понадобится полчаса, чтобы дозарядить Терафазовые спирали. Ах’Лен предлагает полчаса потратить на развлечения, поскольку подзарядка не требует вмешательства людей. Трип не возражает. Они направляются в Голодек. Трип поражён сложностью и необычностью этого достижения. Ах’Лен запускает программу, которая демонстрирует родной мир ксилириан: Теру. Затем она запускает программу, которая переносит её и Трипа на лодку, качающуюся на волнах. Трип в крайнем удивлении. Она интересуется, отчего у Трипа растительность на лице?"Он не находит что ответить". Затем она предлагает ему попробовать традиционную Ксилирианскую игру. Играющие запускают руки в садок с особого рода кристаллами, что выступают проводниками нейро-импульсов, и пробуют угадывать мысли друг друга. Ах’Лен угадывает название любимой еды Трипа, а Трип с удивлением обнаруживает, что и он способен читать её мысли. Раздается сигнал, извещающий о том, что Терафазовые катушки подзарядились. Трип прощается с экипажем Ксилирианского корабля и покидает его. Столовая Энтерпрайза: Трип и Рид беседуют за едой, рассуждая о том, что было бы неплохо иметь на Энтерпрайзе такой же Голодек. Внезапно Трип замечает странную опухоль на кисти руки. Он обращается за помощью к Флоксу. Доктор, проведя обследование, интересуется, не было ли у Трипа близких контактов с ксилирианцами? Трип отвечает что были. Доктор извещает Трипа о том, что между его шестым и седьмым ребром бластоциста и то, что первоначально было принято Трипом за опухоль — сосок. И что, судя по всему, Трип беременен.

## Акт 3
Флокс говорит Трипу, Арчеру и Т’Пол что Ксилирианцы задействуют в воспроизводстве только материнский генетический материал. Мужчины исполняют роль аналога земной беременной женщины. Т’Пол укоряет Трипа в повышенной половой активности, подразумевая, что Трип мог иметь половую связь с ксилирианкой. Трип вступается за самого себя и вспоминает «игру» с Ах’Лен. Флокс предполагает, что это мог быть один из способов передачи генетического материала. Флокс говорит, что удалить эмбрион без опасности для жизней самого эмбриона и его носителя он не сможет. Арчер просит Т’Пол как можно быстрее обнаружить ксилирианский корабль. Трип просит капитана, доктора и Т’Пол сохранять его тайну в секрете.
Такер возвращается в инженерный отсек и возмущается, что в лифте слишком низкий поручень безопасности, примеряя его на низкого инопланетянина или ребёнка. Его не понимают — откуда на корабле, и тем более в инженерном отсеке взяться тому или другому?
Поиски продолжаются уже 8 дней. Трип приходит к капитану на обед, и видит перешептывающихся членов команды. Капитан и доктор заверяют его, что молчали, и он решает, что тайну разболтала Т’Пол. У Трипа на руке появился второй сосок (он их заклеивает). Капитан предлагает ему подумать о том, что случится, если поиски окажутся безрезультатными. Доктор сообщает, что беременность будет длиться ещё 5-6 недель, и у Трипа скоро начнутся гормональные изменения. Втроем они обсуждают, что Трипу делать дальше. Часть разговора слышит энсин, принесший Такеру добавку (ест он за двоих).
Ксилирианский корабль обнаружен, капитан, доктор и Трип поднимаются на мостик. На месте предполагаемого ксилирианского корабля они натыкаются на военный корабль клингонов.

## Акт 4
Ксилирианцы явно прячутся в плазменном потоке клингонского корабля. Энтерпрайз приходится выйти с клингонами на связь. Клингоны настроены крайне воинственно, собираются уничтожить ксилирианцев и советуют Арчеру, грубо говоря, «валить, пока цел». Т’Пол сообщает командиру корабля об участии Арчера в спасении клингона и советует уважать его, поскольку без него в империи клингонов была бы гражданская война. Трип рассказывает о ксилирианской голографии. Чтобы убедить клингонов взять с собой Трипа, приходится сообщить им о его состоянии. Это вызывает гомерический хохот клингонов, но они соглашаются.
Клингоны и Трип заходят на ксилирианский корабль. Трип рассказывает ксилирианскому капитану суть дела и тот уводит клингонов. Ах’Лен рассказывает Трипу о том, что заставило их прятаться за клингоном. Он показывает ей бластоцисту. Она потрясена, поскольку понятия не имела о возможности межвидовой беременности. Извлекать эмбрион пока рано, но уже ясно, что это девочка.
Ксилирианский капитан показывает клингонам возможности ксилирианской голографии. Клингоны согласны отпустить ксилирианцев и Энтерпрайз, но советуют Арчеру больше не попадаться им на пути.
Капитан, Трип и Т’Пол обедают и обсуждают произошедшее.